# Ramphocoris clotbey
L'allodola beccoforte, detta anche allodola di Clot bey (Ramphocoris clotbey Bonaparte, 1850), è un uccello della famiglia Alaudidae ed è l'unica specie nota del genere Ramphocoris.
È diffusa in Nordafrica e Medio Oriente.

## Distribuzione e habitat
La specie è presente in Mauritania, Marocco, Algeria, Tunisia, Libia, Egitto, Israele, Giordania, Arabia Saudita e Kuwait.